# Učenje s posnemanjem (robotika)
Učenje s posnemanjem (angleško imitation learning) se v robotiki nanaša na prenos demonstracije naloge, ki jo izvede operater robota (kot učitelj), na motorični sistem robota. 
Cilj je zagotoviti uporabniku prijazne vmesnike za učenje robota, ki ne zahtevajo znanja programskih jezikov ali uporabe kompleksnih vmesnikov, kot so na primer učne naprave s stikali in krmilnimi palicami.
Navdihuje ga zmožnost posnemanja, ki se pojavlja tako pri človeku kot tudi številnih živalskih vrstah.
Učenje s posnemanjem obsega različne metode učenja z demonstracijo (learning from demonstration), pogosto imenovano tudi programiranje z demonstracijo (programming by demonstration) ter učenja z opazovanjem (observation learning).